# Guido Ferro
Guido Ferro (Este, 11 novembre 1898 – Padova, 14 febbraio 1976) è stato un ingegnere italiano.

## Biografia
Conseguita nel 1920 a Padova la laurea in ingegneria civile idraulica, nel 1927 ottenne la libera docenza in costruzioni marittime e venne subito chiamato a coprire per incarico la cattedra della stessa materia presso l'università di Padova. Nel 1935 vinse il concorso per diventare professore; fu preside della facoltà d'ingegneria dal 1947 al 1948 e successivamente rettore dell'ateneo padovano per 19 anni, dal 1949 al 1968.